# Rick Bass
Pour les articles homonymes, voir Bass.
Rick Bass, né le 7 mars 1958 à Fort Worth dans l'État du Texas, est un écrivain et écologiste américain.

## Biographie
Fils d'un géologue du Texas, c'est à l'université d'État de l'Utah que Rick Bass décroche une licence de géologie en 1979. De 1979 à 1987, il travaille comme géologue pétrolier à Jackson, au Mississippi: c'est là, pendant ses pauses déjeuner, que cet admirateur de Jim Harrison compose ses premières nouvelles.
Rick Bass aspire cependant à davantage d'isolement pour mieux se consacrer à l'écriture. C'est pourquoi sa femme et lui déménagent en 1987 pour la vallée du Yaak, à l’extrême nord-ouest du Montana, près de Troy. Là, il œuvre à la protection de sa région d'adoption, en particulier contre les routes et contre l'exploitation forestière. C'est ainsi que Rick Bass a été l'un des fondateurs de l'Association de sauvegarde des forêts de la vallée du Yaak (Yaak Valley Forest Council). Il a également fait partie de plusieurs associations écologistes comme les Round River Conservation Studies, le Sierra Club ou la Montana Wilderness Association (en).
Que ce soit à travers des nouvelles, des romans ou des essais, Rick Bass écrit toujours sur les problèmes environnementaux et la disparition progressive de la nature sauvage.

Auteur de plus de vingt livres, il a plusieurs fois été récompensé : il a notamment reçu le Pushcart Prize et la O. Henry Award.

## Œuvre

### Fiction
- The Watch (Le Guet) (1989) nouvelles - Édition Christian Bourgois, 1996. - (En poche : 10-18, collection Domaine étranger no 3166, 2000)
- Platte River (1993) nouvelles - Ed. Christian Bourgois, 1996. - (En poche : Bourgois, collection Titres no 34, 2007)
- In the Loyal Mountains (Dans les monts Loyauté) (1995) nouvelles - Ed. Christian Bourgois, 1996. - (En poche : 10-18, collection Domaine étranger no 2955, 1998)
- The Sky, the Stars, the Wilderness (Le Ciel, les étoiles, le monde sauvage) (1997) nouvelles - Ed. Christian Bourgois, 1999. - (En poche : 10-18, collection Domaine étranger no 3440, 2002)
- Fiber (1998) nouvelle - Athens: University of Georgia Press, 1998.
- Where the Sea Used to Be (Là ou se trouvait la mer) (1999) nouvelles - Ed. Christian Bourgois, 1999. - (En poche : 10-18, collection Domaine étranger no 3254, 2001)
- The Hermit’s Story (L'Ermite) (2002) nouvelles - Ed. Christian Bourgois, 2004.
- The Diezmo (La Décimation) (2005) roman - Ed. Christian Bourgois, 2007. - (En poche : Points, no P2371, 2010).
- The Lives of Rocks (La Vie des pierres) (2006) nouvelles - Ed. Christian Bourgois, 2009.
- Nashville Chrome (2012) - Ed. Christian Bourgois, 2012.
- All the Land to Hold Us (Toute la terre qui nous possède) (2013) roman - Ed. Christian Bourgois, 2014.
- For a Little While (La rivière en hiver) (2016) nouvelles - Édition Christian Bourgois, 2020.

### Essais
- The Deer Pasture (1985) - College Station: Texas A & M University Press, 1985. Reprinted by Norton, 1996.
- Wild to the Heart (1987) - New York: Norton, 1987.
- Oil Notes (1989) - Ed. Christian Bourgois, 1996. - (En poche : 10-18, collection Domaine étranger no 3098, 1999)
- Winter : Notes from Montana (Winter) (1991) - Ed. Hoëbeke, 1999. - (En poche : Folio, no 5071, 2010)
- The Ninemile Wolves (1992) - Clark City Press, 1992. New York: Ballantine Books, 1993. New York: Houghton-Mifflin, 2003.
- The Lost Grizzlies : A Search for Survivors in the Wilderness of Colorado (Sur la piste des derniers grizzlis) (1995) - Ed. Hoëbeke, 1997 (réédité en 2010, aux Éditions Gallmeister, sous le titre Les derniers grizzlis)
- The Book of Yaak (Le livre de Yaak : chronique du Montana) (1996) - Ed. Gallmeister, 2007 avec un épilogue inédit de 2007 pour l'édition française
- The New Wolves : The Return of the Mexican Wolf to the American Southwest (1998) - New York: Lyons Press, 1998.
- Postwar Paris : Chronicles of a Literary Life (1999) Portfolio - The Paris Review 150 (Spring 1999).
- Brown Dog of the Yaak : Essays on Art and Activism (1999) - Minneapolis: Milkweed Editions, 1999.
- Colter : The True Story of the Best Dog I Ever Had (Colter) (2000) - Ed. Christian Bourgois, 2001.
- The Roadless Yaak : Reflections and Observations About One of Our Last Great Wilderness Areas (2002) - New York: Lyons Press, 2002.
- Caribou Rising : Defending the Porcupine Herd, Gwich-’in Culture, and the Arctic National Wildlife Refuge (2004) - Sierra Club Books, 2004.
- Why I Came West : A Memoir (2008) - Houghton Mifflin Harcourt, 2008.
- The wild marsh : four seasons at Home in Montana (Le Journal des cinq saisons) (2009). - Ed. Christian Bourgois, 2011. - (En poche : Folio, no 5766, 2014)
- The Black Rhinos of Namibia: Searching for Survivors in the African Desert (non traduit)(2012). - Houghton Mifflin Harcourt, 2012.
- The Traveling Feast : on the road and at the table with my heroes (Sur la route et en cuisine avec mes héros) (2018) nouvelles - Édition Christian Bourgois, 2019.